# Leonardoxa bequaertii
Leonardoxa bequaertii är en ärtväxtart som först beskrevs av De Wild., och fick sitt nu gällande namn av Aubrev. Leonardoxa bequaertii ingår i släktet Leonardoxa och familjen ärtväxter. Inga underarter finns listade i Catalogue of Life.